# Gemeiner Anemonenbecherling

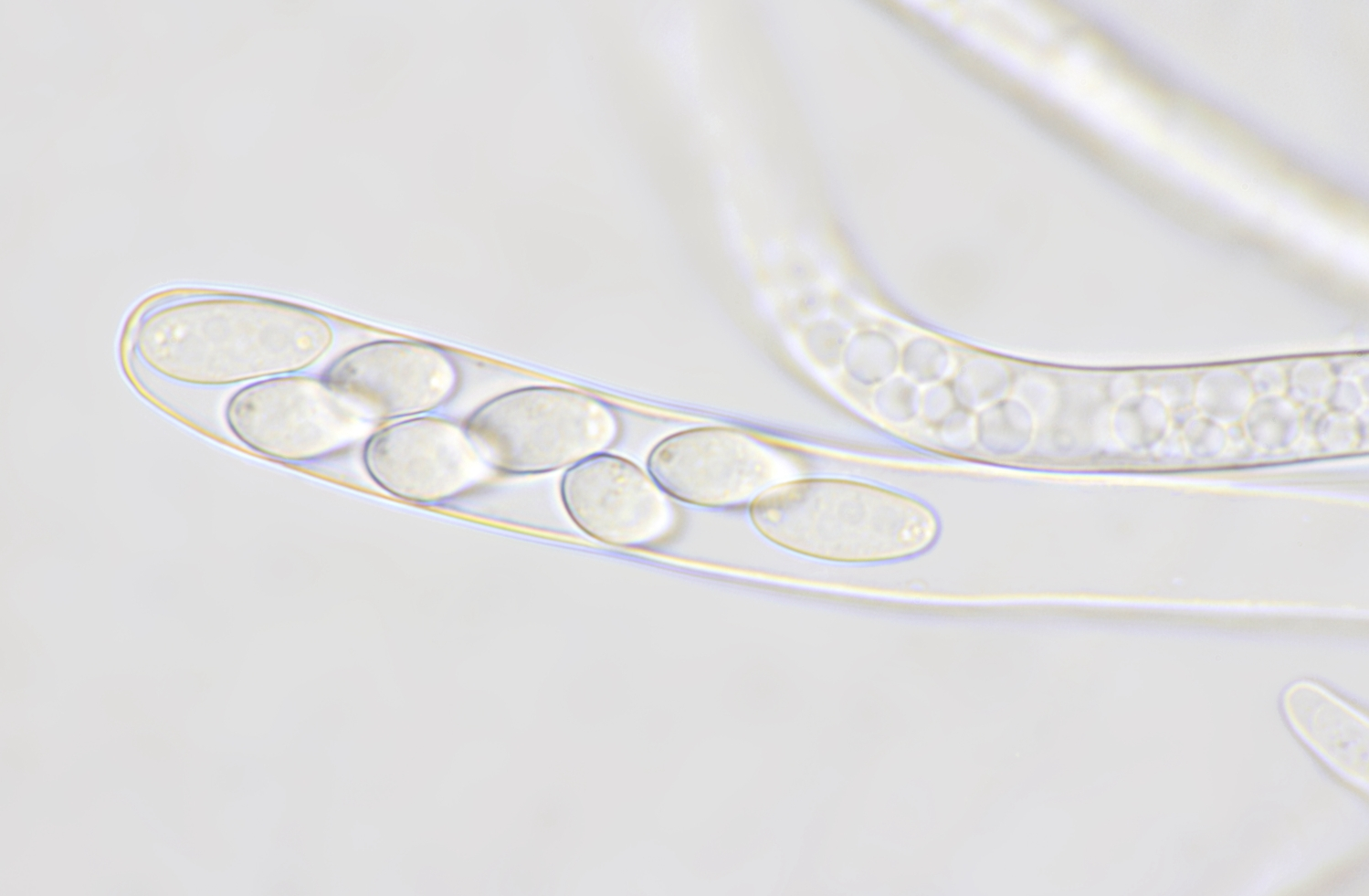
Anemonenbecherling: Schlauch mit Sporen (Mikroskopische Aufnahme)

Der Gemeine Anemonenbecherling (Dumontinia tuberosa) ist eine Pilzart aus der monotypischen Gattung Dumontinia aus der Familie der Sklerotienbecherlingsverwandten und lebt parasitisch auf verschiedenen Arten von Windröschen.

## Merkmale

### Makroskopische Merkmale
Der Gemeine Anemonenbecherling bildet stets in der Nähe von Windröschen becherförmige Fruchtkörper (Apothecien). Sie sind mittel- bis dunkel rotbraun und 0,8–2(–3) cm breit. Die Konsistenz ist brüchig, ihr 4–10 cm langer Stiel ist zäh-elastisch, im unteren Teil oft dunkel behaart und oft mit Erdklümpchen und entspringt einem knollenförmigen Sklerotium. Letzteres ist schwarz berindet und innen weiß, wird 15–40 mm lang, 5–25 mm breit und befindet sich meist an den Rhizomen der Wirtspflanze.

### Mikroskopische Merkmale
Die zylindrisch-keuligen Schläuche (Asci) messen 120–170 × 8–11 μm. Die glatten Ascosporen sind hyalin, lang-elliptisch, meist mit zwei Öltropfen gefüllt und messen 12–17 × 5,5–7 μm. Der Pilz besitzt in der Fruchtschicht (Hymenium) fadenförmige sterile Elemente (Paraphysen).

## Art-/Gattungsabgrenzung
Das wichtigste Abgrenzungsmerkmal zur nah verwandten Gattung der Sklerotienbecherlinge (Sclerotinia) ist der besondere Aufbau des Excipulums: Die äußere Schicht besteht aus zylindrischen Zellen („Textura prismatica“), die innere Schicht aus einem losen Hyphengeflecht, das in eine gelatinöse Matrix eingebettet ist. Darüber hinaus ist vom Gemeinen Sklerotienbecherling keine Nebenfruchtform bekannt.

## Ökologie und Verbreitung
Der Gemeine Anemonenbecherling lebt parasitisch auf verschiedenen Arten von Windröschen, v. a. auf Buschwindröschen, aber auch auf dem Gelben Windröschen. Er bildet die Fruchtkörper im zeitigen Frühjahr meist kurz vor der Blüte seiner Wirtspflanze. Durch den derben lagernden Stiel und das bis zu 5 cm tief liegende Sklerotium ist der Pilz mit den von seinem parasitischen Myzel ausgezehrten und dadurch zu schwarzen schlauchförmigen Häuten verwandelten Erdkriechsprossen (Rhizomen) der befallenen Buschwindröschen verbunden. Gerhardt gibt ihn als nicht häufig an; Flück dagegen bezeichnet ihn als häufig. Er ist aus Mittel-, West- und Nordeuropa bekannt. Aber auch aus Japan sind Funde gemeldet.

## Name
Der Gattungsname ehrt den amerikanischen Mykologen Kent Parson Dumont (* 1941).  Das Artepitheton weist auf das knollenförmige Sklerotium hin.

## Systematik
Ursprünglich von Bulliard als Peziza tuberosa beschrieben, wurde der Anemonenbecherling lange in die Gattung Sclerotinia gestellt, da er ebenfalls Sklerotien ausbildet. Die Mykologin Linda Kohn stellte aber aufgrund des Aufbaus des Excipulums eine eigene Gattung auf. Von Holst-Jensen wurde noch eine zweite Art beschrieben, nämlich Dumontinia ulmariae, die parasitisch auf Mädesüß lebt. Die Annahme einer Zugehörigkeit zu Dumontinia erwies sich als falsch. Die Art heißt gültig Hyalopeziza millepunctata, aus der Familie der Hylopezizaceae. Die Anemonenbecherling-Gattung Dumontinia ist daher monotypisch.